# Gnophos sumpana
Gnophos sumpana là một loài bướm đêm trong họ Geometridae.